# 에우헤니오 메나
에우헤니오 에스테반 메나 레베코(스페인어: Eugenio Esteban Mena Reveco, 1988년 7월 18일 ~)는 칠레의 축구 선수로, 현재 칠레 프리메라 디비시온의 우니베르시다드 카톨리카와 칠레 국가대표팀에서 레프트 백으로 활약하고 있다.

## 클럽 경력
메나는 산티아고 원더러스의 유소년 아카데미를 거친 뒤, 2008년에 칠레 프리메라 디비시온 B에서 1군 데뷔전을 치르었다. 2009년 10월 11일, 그는 산 마르코스 데 아리카전에서 프로 무대 첫 득점을 기록하였다.
2010년 7월, 메나는 우니베르시다드 데 칠레로 $500,000의 금액에 절반의 지분으로 이적하였다. 메나는 간간히 출전하는데 그치며 첫 시즌에 주전을 확보하는데 실패하였다. 그러나, 2011년에 호르헤 삼파올리가 사령탑에 취임하면서, 메나는 라 U (La U) 팀의 주축 선수로 환골탈태하였다. 시즌 종료 후, 그는 코파 수다메리카나와 칠레 프리메라 디비시온의 우승 주역이 되었다.
2013년 7월 3일, 메나는 브라질 세리 A 클럽 산투스와 바이아웃 조항을 걸고 1년 임대를 체결하였다. 그는 짧은 시간 내에 주전을 확보하였고, 이듬해 6월 5일, 물고기 군단 (Peixe) 은 선수의 나머지 지분을 사들였다.

## 국가대표팀 경력
메나는 2009년 투르누아 에스푸아 드 툴롱에서 우승, 2010년 투르누아 에스푸아 드 툴롱에서 4위를 차지한 칠레 U-23 국가대표로 출전하였다.
2010년 9월 7일, 그는 1-2로 패한 우크라이나와의 경기에서 성인 국가대표팀 신고식을 치르었다. 2012년 3월 21일, 그는 적색 군단 (La Roja) 가 페루를 3-1로 꺾은 경기에서 대표팀 경기 첫 골을 기록하였다.
메나는 호르헤 삼파올리 감독에 의해 2014년 FIFA 월드컵 최종 23인 엔트리에 포함되었다. 그는 대회의 네 경기에 모두 선발로 출전하였다.

## 경력 통계

### 클럽
2018년 3월 9일 기준
| 클럽                   | 시즌 | 리그 | 리그 | 컵   | 컵 | 리베르타도레스 | 리베르타도레스 | 수다메리카나 | 수다메리카나 | 기타 | 기타 | 합계 | 합계 |
| 클럽                   | 시즌 | 출장 | 골   | 출장 | 골 | 출장           | 골             | 출장         | 골           | 출장 | 골   | 출장 | 골   |
| ---------------------- | ---- | ---- | ---- | ---- | -- | -------------- | -------------- | ------------ | ------------ | ---- | ---- | ---- | ---- |
| 산티아고 원더러스      | 2008 | 38   | 0    | 2    | 0  | —              | —              | —            | —            | —    | —    | 40   | 0    |
| 산티아고 원더러스      | 2009 | 37   | 1    | 3    | 0  | —              | —              | —            | —            | —    | —    | 40   | 1    |
| 산티아고 원더러스      | 2010 | 16   | 0    | 1    | 0  | —              | —              | —            | —            | —    | —    | 17   | 0    |
| 산티아고 원더러스      | 소계 | 91   | 1    | 6    | 0  | —              | —              | —            | —            | —    | —    | 97   | 1    |
| 우니베르시다드 데 칠레 | 2010 | 7    | 0    | 0    | 0  | —              | —              | 2            | 0            | —    | —    | 9    | 0    |
| 우니베르시다드 데 칠레 | 2011 | 40   | 4    | 6    | 0  | —              | —              | 11           | 0            | —    | —    | 57   | 4    |
| 우니베르시다드 데 칠레 | 2012 | 29   | 3    | 0    | 0  | 12             | 1              | 3            | 0            | 3    | 0    | 37   | 4    |
| 우니베르시다드 데 칠레 | 2013 | 12   | 0    | 6    | 0  | 2              | 0              | —            | —            | —    | —    | 20   | 0    |
| 우니베르시다드 데 칠레 | 소계 | 88   | 7    | 12   | 0  | 14             | 1              | 16           | 0            | 3    | 0    | 133  | 8    |
| 산투스                 | 2013 | 20   | 0    | 3    | 0  | —              | —              | —            | —            | —    | —    | 23   | 0    |
| 산투스                 | 2014 | 15   | 0    | 9    | 0  | —              | —              | —            | —            | 14   | 0    | 38   | 0    |
| 산투스                 | 소계 | 35   | 0    | 12   | 0  | —              | —              | —            | —            | 14   | 0    | 61   | 0    |
| 크루제이루             | 2015 | 6    | 0    | 2    | 0  | 10             | 0              | —            | —            | 8    | 0    | 26   | 0    |
| 상파울루               | 2016 | 20   | 0    | 1    | 0  | 14             | 0              | —            | —            | 10   | 0    | 45   | 0    |
| 스포르트               | 2017 | 23   | 1    | 6    | 0  | —              | —              | 8            | 0            | 8    | 0    | 45   | 1    |
| 바이아                 | 2018 | —    | —    | —    | —  | —              | —              | —            | —            | 7    | 0    | 7    | 0    |
| 합계                   | 합계 | 263  | 9    | 39   | 0  | 38             | 1              | 24           | 0            | 50   | 0    | 414  | 10   |

1. ↑  주립 리그, 레코파 수다메리카나, 그리고 J리그컵 / 코파 수다메리카나 챔피언십 포함.

1. ↑  4경기 코파 두 노르데스치, 그리고 4경기 캄페우나투 페르남부카누 포함.

1. ↑  2경기 코파 두 노르데스치, 그리고 5경기 캄피우나투 바이아노 포함.

### 국가대표팀 득점 기록
| 골 | 날짜            | 경기장                                     | 상대   | 점수 | 결과 | 대회     |
| -- | --------------- | ------------------------------------------ | ------ | ---- | ---- | -------- |
| 1  | 2012년 3월 21일 | 에스타디오 카를로스 디트보른, 아리카, 칠레 | 페루   | 3–1  | 3–1  | 친선경기 |
| 2  | 2012년 4월 11일 | 에스타디오 호르헤 바사드레, 타크나, 페루   | 페루   | 1–0  | 3–0  | 친선경기 |
| 3  | 2013년 8월 14일 | 브뢴비 스타디온, 브뢴비, 덴마크            | 이라크 | 1–0  | 6–0  | 친선경기 |

## 수상

### 클럽
- 칠레 프리메라 디비시온: 2011 아페르투라, 2011 클라우수라, 2012 아페르투라
- 코파 수다메리카나: 2011
- 코파 칠레: 2012-13

개인
- 발파라이소 UNESCO 메달, 세계 유산: 2009
- 올해 남미의 선수: 2012[6]
- 칠레 프리메라 디비시온 올해의 팀: 2012
- SIFUP 최우수 풀백: 2012[7]